# أولاد عيسى (ولاية تيميمون)
أولاد عيسى هي إحدى بلديات ولاية تيميمون الجزائرية. وهي بلدية ذات دخل متوسط. يمارس سكانها نشاط الزراعة كمورد من موارد العيش، كما أنها تتمتع بمناطق سياحية هامة.

## المناخ
يظهر الجدول التالي التغييرات المناخية على مدار السنة لأولاد عيسى:
| البيانات المناخية لـأولاد عيسى    | البيانات المناخية لـأولاد عيسى | البيانات المناخية لـأولاد عيسى | البيانات المناخية لـأولاد عيسى | البيانات المناخية لـأولاد عيسى | البيانات المناخية لـأولاد عيسى | البيانات المناخية لـأولاد عيسى | البيانات المناخية لـأولاد عيسى | البيانات المناخية لـأولاد عيسى | البيانات المناخية لـأولاد عيسى | البيانات المناخية لـأولاد عيسى | البيانات المناخية لـأولاد عيسى | البيانات المناخية لـأولاد عيسى | البيانات المناخية لـأولاد عيسى |
| الشهر                             | يناير                          | فبراير                         | مارس                           | أبريل                          | مايو                           | يونيو                          | يوليو                          | أغسطس                          | سبتمبر                         | أكتوبر                         | نوفمبر                         | ديسمبر                         | المعدل السنوي                  |
| --------------------------------- | ------------------------------ | ------------------------------ | ------------------------------ | ------------------------------ | ------------------------------ | ------------------------------ | ------------------------------ | ------------------------------ | ------------------------------ | ------------------------------ | ------------------------------ | ------------------------------ | ------------------------------ |
| متوسط درجة الحرارة الكبرى °م (°ف) | 18.7 (65.7)                    | 21.6 (70.9)                    | 26.4 (79.5)                    | 31.5 (88.7)                    | 35.5 (95.9)                    | 41.5 (106.7)                   | 44.9 (112.8)                   | 43.7 (110.7)                   | 39.1 (102.4)                   | 31.8 (89.2)                    | 24.3 (75.7)                    | 19.3 (66.7)                    | 31.5 (88.7)                    |
| المتوسط اليومي °م (°ف)            | 11.4 (52.5)                    | 14.0 (57.2)                    | 18.4 (65.1)                    | 23.4 (74.1)                    | 27.4 (81.3)                    | 32.9 (91.2)                    | 36.3 (97.3)                    | 35.4 (95.7)                    | 31.3 (88.3)                    | 24.6 (76.3)                    | 17.5 (63.5)                    | 12.5 (54.5)                    | 23.8 (74.7)                    |
| متوسط درجة الحرارة الصغرى °م (°ف) | 4.2 (39.6)                     | 6.5 (43.7)                     | 10.5 (50.9)                    | 15.3 (59.5)                    | 19.3 (66.7)                    | 24.4 (75.9)                    | 27.7 (81.9)                    | 27.1 (80.8)                    | 23.6 (74.5)                    | 17.4 (63.3)                    | 10.8 (51.4)                    | 5.8 (42.4)                     | 16.1 (60.9)                    |
| الهطول مم (إنش)                   | 1 (0.0)                        | 3 (0.1)                        | 4 (0.2)                        | 1 (0.0)                        | 1 (0.0)                        | 0 (0)                          | 0 (0)                          | 1 (0.0)                        | 1 (0.0)                        | 3 (0.1)                        | 3 (0.1)                        | 2 (0.1)                        | 20 (0.6)                       |
| المصدر: climate-data.org          |                                |                                |                                |                                |                                |                                |                                |                                |                                |                                |                                |                                |                                |